# توني ماري (موسيقي)
توني ماري (بالإنجليزية: Tony Kaye)‏ (و. 1946  م) هو موسيقي، وعازف بيانو بريطاني، ولد في ليستر، يستخدم آلات أورغ كهربائي، بدأ مشواره المهني سنة 1963.

## وصلات خارجية
- توني ماري على موقع IMDb (الإنجليزية)
- توني ماري على موقع ميوزك برينز (الإنجليزية)
- توني ماري على موقع أول ميوزيك (الإنجليزية)
- توني ماري على موقع ديسكوغز (الإنجليزية)

- توني ماري في قاعدة بيانات الأفلام على الإنترنت